# Ewa Felińska

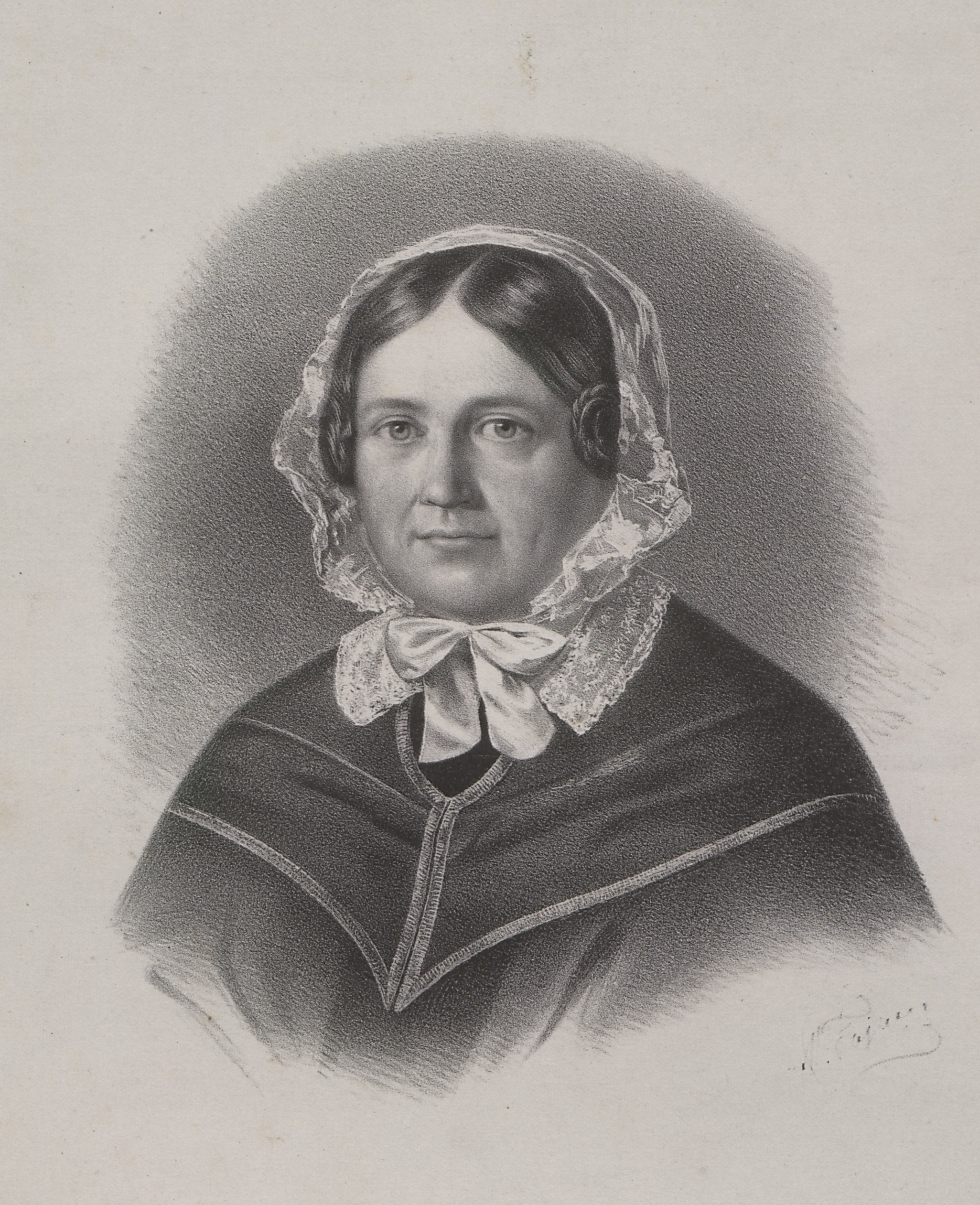
Ewa Felińska

Ewa Felińska, geboren Wendorff, (russisch Ева Фелинская; * 15. Dezemberjul. / 26. Dezember 1793greg. im Dorf Usnoga, Ujesd Sluzk, Gouvernement Minsk; † 8. Dezemberjul. / 20. Dezember 1859greg. im Dorf Wojutin, Ujesd Luzk, Gouvernement Wolhynien) war eine russische Schriftstellerin polnischer Herkunft.

## Leben
Felińskas Vater Zygmunt Wendorff aus einer unvermögenden Szlachta-Familie war Advokat und starb früh, worauf sie zu reichen Verwandten im Nachbardorf kam. Sie besuchte das Gymnasium in Sluzk. Mit 17 Jahren heiratete sie 1811 Gerard Feliński, Bruder des Schriftstellers Alojzy Feliński. Sie bekam zehn Kinder, von denen die vier ältesten früh starben.
Nach dem Tod ihres Mannes zog Felińska 1833 nach Kremenez, um ihren Kindern eine gute Ausbildung zu ermöglichen. Sie kam in Kontakt mit Szymon Konarski, dem Leiter der Gemeinschaft des Polnischen Volkes, die ein unabhängiges Polen anstrebte. Sie wurde Sekretärin der Gemeinschaft, kümmerte sich um die Auslandskorrespondenz und gründete als Teil der Organisation eine Frauengesellschaft, mit der sie eine Schule gründete und dort selbst unterrichtete. Nach der Aufdeckung des konspirativen Netzes wurde sie im Juli 1838 verhaftet und mit Gerichtsbeschluss mit ihren Kindern nach Berjosowo am Ob im westsibirischen Gouvernement Tobolsk verbannt.
Mit Verbesserung der Verbannungsbedingungen wurde Felińska 1841 nach Saratow an der Wolga gebracht, wo sie vom Vizegouverneur Charles Constantin Audé de Sion freundlich empfangen und von dessen Frau mit Möbeln für ihre Wohnung versorgt wurde. In Saratow lebte auch Felińskas Tochter Paulina mit ihrem verbannten Mann, dem Maler Adam Szemesz. Als ihre Tochter Paulina bei der Geburt des Enkels Pawlik starb, nahm ihn Felińska zu sich und kehrte mit ihm nach Erhalt der Freiheit 1844 nach Wolhynien zurück.
Felińska betätigte sich nun als Schriftstellerin. In ihrem in der Wilnaer Zeitschrift Atnenaeum 1846 veröffentlichten Tagebuch ihrer Verbannungszeit beschrieb sie ihre Eindrücke von der Natur Westsibiriens, dem Aufstand der Chanten und Nenzen unter der Führung Wauli Pijettomins und dem Leben und der Folklore der Völker des Nordens und des Wolgagebiets. Sie veröffentlichte 1852–1853 in Wilna auf Polnisch ihre Memoiren über ihre Erlebnisse in Berjosowo und Saratow, die ins Englische, Französische und Dänische übersetzt wurden. Es folgten Novellen, in denen sie das Leben in den verschiedenen Schichten der polnischen und weißrussischen Gesellschaft beschrieb.
Felińskas Sohn Zygmunt wurde Erzbischof von Warschau.